# Walter Heller
Walter Wolfgang Heller (ur. 27 sierpnia 1915 w Buffalo, w stanie Nowy Jork, zm. 15 czerwca 1987 w Silverdale (Waszyngton)) – amerykański ekonomista, przewodniczący Zespołu Doradców Ekonomicznych w latach 1961–1964, doradca prezydenta Stanów Zjednoczonych Johna F. Kennedy’ego.
Na początku swojej kariery przyczynił się utworzenia Planu Marshalla w 1947 roku oraz do przywrócenia marki niemieckiej w RFN po II wojnie światowej.